# Nathan A. Farwell

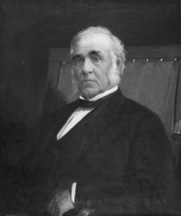
Nathan A. Farwell

Nathan Allen Farwell (* 24. Februar 1812 in Unity, Waldo County, Maine; † 9. Dezember 1893 in Rockland, Maine) war ein US-amerikanischer Politiker (Republikanische Partei), der den Bundesstaat Maine im US-Senat vertrat.
Nach dem Ende seiner Schulausbildung war Nathan Farwell von 1832 bis 1833 zunächst selbst als Lehrer tätig. 1834 zog er nach East Thomaston und betätigte sich dort in der Kalkverarbeitung sowie im Schiffbau. Später war er auch als Seemann und im Handel beschäftigt. Danach studierte er die Rechtswissenschaften und ließ sich in Rockland nieder, wo er die Marine Insurance Company gründete. Er wurde Präsident dieses Versicherungsunternehmens und arbeitete auch als Anwalt. Zwischen 1845 und 1847 reiste er durch Europa.
Von 1854 bis 1854 hatte Farwell als Mitglied des Senats von Maine sein erstes politisches Mandat inne; eine weitere Amtsperiode in dieser Parlamentskammer folgte von 1861 bis 1862. 1860 saß er erstmals im Repräsentantenhaus von Maine, von 1863 bis 1864 erneut. Im Jahr 1864 nahm er zudem als Delegierter an der Republican National Convention in Baltimore teil. Am 27. Oktober 1864 wurde Farwell schließlich zum US-Senator berufen; er folgte auf den zum US-Finanzminister ernannten William P. Fessenden, dessen noch bis zum 3. März 1865 laufende Amtszeit er beendete. Da Fessenden das Bundeskabinett verließ, um wieder Senator zu werden, trat Farwell nicht zur erneuten Kandidatur an.
In der Folge betätigte er sich wieder im Versicherungsgewerbe und war politisch nur noch im Jahr 1866 als Delegierter zur National Union Convention in Philadelphia aktiv. Farwell, dessen Cousin Owen Lovejoy für Illinois im US-Repräsentantenhaus saß, starb 1893.